# 水戸大洗インターチェンジ
水戸大洗インターチェンジ（みとおおあらいインターチェンジ）は、茨城県水戸市大串町にある、東水戸道路のインターチェンジ。水戸市の東部に位置し、水戸市東部、大洗町方面への最寄となるインターチェンジ。

## 歴史
- 1996年（平成8年）12月2日 : 水戸南IC - 水戸大洗IC間開通に伴い、供用開始[1]。
- 1999年（平成11年）7月22日 : 水戸大洗IC - ひたちなかIC間開通[1]。

## 周辺
- 茨城港・大洗港区
- アクアワールド・大洗
- 大洗ゴルフセンター
- 大洗ゴルフ倶楽部
- 大洗マリンタワー
- 大洗磯前神社
- 大洗サンビーチ海水浴場
- 大洗シーサイドステーション

## 接続する道路
- 直接接続
  - E50東水戸道路(18番)
  - 国道51号

## 料金所
- ブース数：5

### 入口
- ブース数：2
  - ETC専用：1
  - 一般：1

### 出口
- ブース数：3
  - ETC専用：1
  - 一般：2

## バス停留所
南側にある「大洗イエローポート」のそばに高速バス専用の水戸大洗インターバス停が設けられている。停留所の設備は高速道路外に設けられており、停車するバスは一旦料金所を出て客扱いを行う形になる。
また、国道51号線沿いにある常澄庁舎前バス停から一般路線バスでアクセスすることもできる。

### 水戸大洗インターバス停
- 勝田・東海号（茨城交通）
  - 東京駅行（乗車のみ）/ 原子力機構前行（降車のみ）

東京駅 - 上野駅（上り便のみ） - 都営浅草駅（上り便のみ）  - 八潮PA（TX八潮駅接続）（上り便のみ） - 水戸大洗インター - 安全運転中央研修所（一部便のみ） - 海浜公園西口（一部便のみ） - 海浜公園入口 - ひたちなか市役所 - 勝田駅東口 - 茨城交通勝田営業所 - 東海駅東口 - 東海原研前 - 原子力機構前
※2013年12月15日より、休日も都営浅草駅、上野駅に停車
- 日立・水戸 - 羽田空港線（茨城交通）
  - 羽田空港行（乗車のみ） / 日立駅行（降車のみ）

羽田空港 - 八潮PA（TX八潮駅接続）（上り便のみ）- 石岡（常磐道） - 水戸大洗インター - 水戸駅南口 - 勝田駅西口 - 茨城交通勝田営業所 - 東海駅東口 - 新田中内 - 日立駅中央口
- ローズライナー（茨城交通・千葉交通）
  - 成田空港行（乗車のみ） / 日立駅行（降車のみ）

成田空港 - 水郷潮来バスターミナル（一部便は非経由） - 新鉾田駅前（一部便は非経由） - 水戸大洗インター - 水戸駅南口 - 勝田駅西口 - 茨城交通勝田営業所 - 東海駅東口 - 新田中内 - 日立駅中央口

### 常澄庁舎前バス停
- 茨城交通
  - 50 水戸駅・茨大前営業所行 / アクアワールド大洗・那珂湊駅行

茨大前営業所 - 栄町 - 水戸駅 - 三高下 - 本町 - 六反田 - 常澄庁舎前 - 大洗駅入口 - 磯浜新道 - アクアワールド大洗 - 那珂湊駅

## 隣
E50 東水戸道路
(17) 水戸南IC - (18) 水戸大洗IC - (19) ひたちなかIC